# Premier Padel

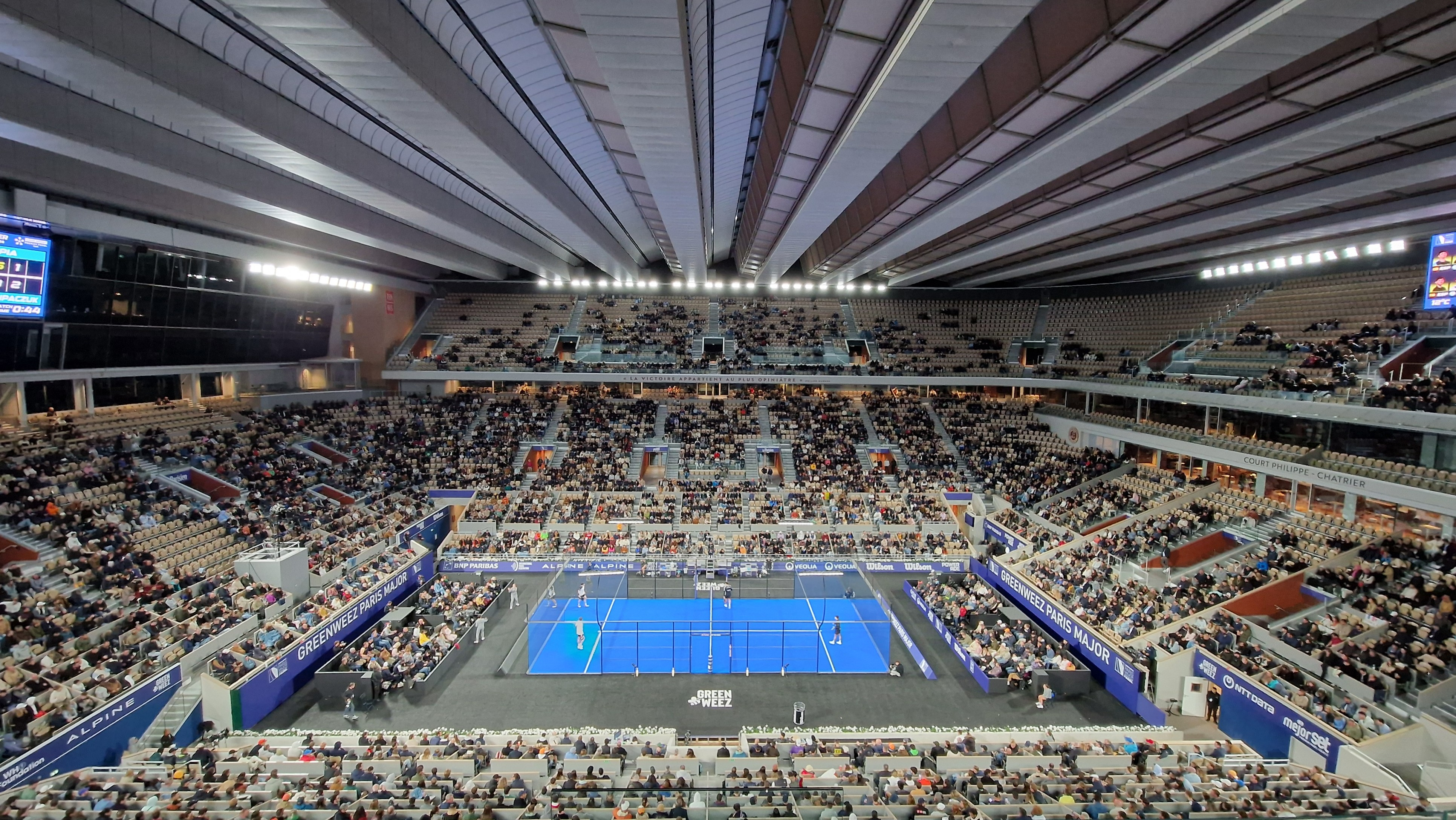
Premier Padel, Paris 2024, im Court Philippe Chatrier in Roland Garros, mit 15.225 Plätzen, in dem auch die French Open im Tennis ausgetragen werden

Premier Padel (offiziell Qatar Airways Premier Padel Tour genannt) ist eine internationale professionelle Padel-Turnierserie, die von der International Padel Federation (FIP) organisiert und von der Professional Padel Association unterstützt wird.

## Geschichte

### World Padel Tour
Die World Padel Tour (WPT) wurde ab 2013 als weltweit führende Padel-Turnierserie aufgebaut. Sie ersetzte die vorherige Padel Pro Tour. Die Turnierserie wurde von Setpoint Events SA, einer Tochtergesellschaft von SA Damm, betrieben.
Jedes Jahr fanden zwischen 15 und 25 WPT-Turniere sowie ein Master-Finale statt, bei dem die jeweils 16 bestplatzierten Spielerinnen- und Spielerpaare gegeneinander antraten.

### Entwicklung ab 2022
Die Turnierserie Premier Padel wurde 2022 von der Professional Padel Association gegründet und umfasste zwei Veranstaltungskategorien: Major (2.000 Punkte für die FIP-Rangliste und 525.000 Euro Preisgeld) und P1 (1.000 Punkte für die FIP-Rangliste und 250.000 Euro Preisgeld). Im Jahr 2023 wurde vereinbart, Premier Padel mit der konkurrierenden World Padel Tour ab 2024 unter dem Dach Premier Padel zu vereinen. Im Jahr 2024 kamen auch die Turniere der Kategorie P2 hinzu (500 Punkte für die FIP-Rangliste) und die sogenannten Tour Finals (1.500 Punkte für die FIP-Rangliste), letzteres ist das Turnier, das jede Saison abschließt und an dem nur die 16 besten Doppel jeder Rangliste teilnehmen können.
In ihrer ersten Saison hatte die Turnierserie sechs Austragungsorte auf drei Kontinenten, vier Majors (Doha, Rom, Paris und Monterrey) und zwei P1-Turniere (Madrid und Mendoza).

## Siegerliste
Die Turnierserie Premier Padel schließt jedes Jahr mit den sogenannten Tour Finals ab. Die jährlichen Meister sind die Männer- und Frauendoppel, die die jeweilige Saison auf dem ersten Platz der FIP-Rangliste abgeschlossen haben.
| Jahr | Doppelmeister der Herren | Doppelmeister der Herren | Doppelmeister der Damen | Doppelmeister der Damen |
| ---- | ------------------------ | ------------------------ | ----------------------- | ----------------------- |
| 2022 | Alejandro Galán          | Juan Lebrón              | - nicht ausgetragen -   | - nicht ausgetragen -   |
| 2023 | Alejandro Galán          | Juan Lebrón              | Ariana Sánchez          | Paula Josemaría         |
| 2024 | Agustín Tapia            | Arturo Coello            | Ariana Sánchez          | Paula Josemaría         |
| 2025 |                          |                          |                         |                         |